# Trichodactylus petropolitanus
Trichodactylus petropolitanus är en kräftdjursart som först beskrevs av Göldi 1886.  Trichodactylus petropolitanus ingår i släktet Trichodactylus och familjen Trichodactylidae. IUCN kategoriserar arten globalt som livskraftig. Inga underarter finns listade i Catalogue of Life.